# Diplocolenus bohemani
Diplocolenus bohemani är en insektsart som först beskrevs av Zetterstedt 1840.  Diplocolenus bohemani ingår i släktet Diplocolenus, och familjen dvärgstritar. Arten är reproducerande i Sverige.